# Лъжата (филм, 1952)
Лъжата (на испански: La mentira) е мексикански игрален филм от 1952 г., режисиран от Хуан Хосе Ортега, базиран на едноименния роман от Каридад Браво Адамс. В главната роля е Марга Лопес.

## Сюжет
Деметрио Роблес пристига в Пуебло Нуево в търсене на своя полубрат Рикардо Силва, но отец Грегорио, свещеникът в региона, му съобщава, че брат му е починал. Адела, съпругата на д-р Ботел, му казва, че Рикардо е забогатял и е планирал да се върне в Хавана, но когато е разбрал, че приятелката му се е омъжила за друг, той се е отдал на алкохола и един ден претърпява инцидент в мината, заради който губи зрението си и решава да се самоубие. Росита, прислужницата на Рикардо, дава на Деметрио верижка, принадлежаща на брат му, с инициалите „ВК“ върху нея. Деметрио отива в Хавана в търсене на собственичката на верижката, но никой не знае на кого принадлежи. В Хавана той среща своя приятел Алберто, който го кани на парти в дома на семейството си, на това парти Деметрио среща Вероника, от която е привлечен. На същото парти той установява, че Рикардо е работил с чичото на Вероника в продължение на две години. Деметрио започва да мисли, че Вероника може да е жената, в която брат му се е влюбил и виновницата за самоубийството му. Тази идея се подхранва от Вирхиния, която, ревнувайки от любовта на Алберто към Вероника, казва на Деметрио, че Вероника е била любовница на Рикардо Силва. Вероника също е привлечена от Деметрио. Той решава да ѝ отмъсти, мислейки, че тя е виновна за смъртта на брат му.   

## Актьори
- Марга Лопес – Вероника Кастийо-Бланко
- Хорхе Мистрал – Деметрио Роблес
- Джина Кабрера – Вирхиния Кастийо-Бланко
- Андреа Палма – Адела де Ботел
- Алберто Гонсалес Рубио – Алберто
- Доминго Солер – Д-р Ботел
- Артуро Сото Ранхел
- Лиляна Дуран
- Мими Дерба – Доня Сара
- Мигел Асевес Мехия
- Мануел Донде
- Бруно Маркес
- Салвадор Кирос
- Алберто Марискал
- Лина Саломе
- Ана Глория и Роландо